# Szlązaki
Koordinaten: 50° 2′ 26″ N, 24° 38′ 28″ O

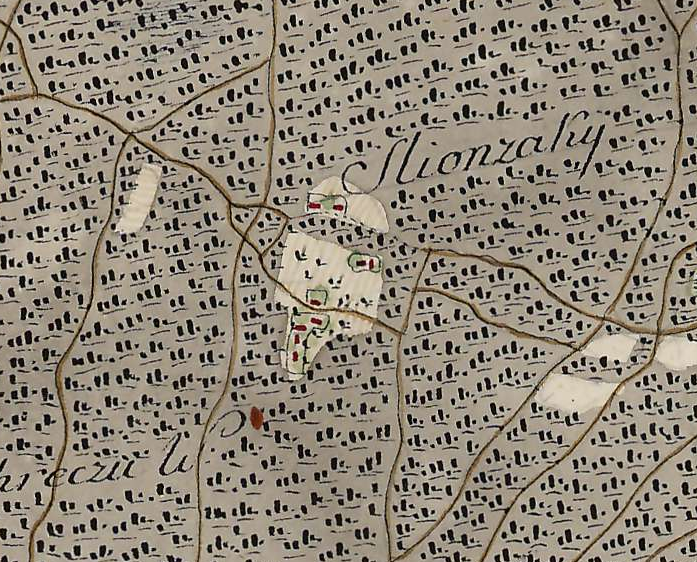
Slionzaky auf der österreichischen Karte von Friedrich von Mieg (1779–1783)

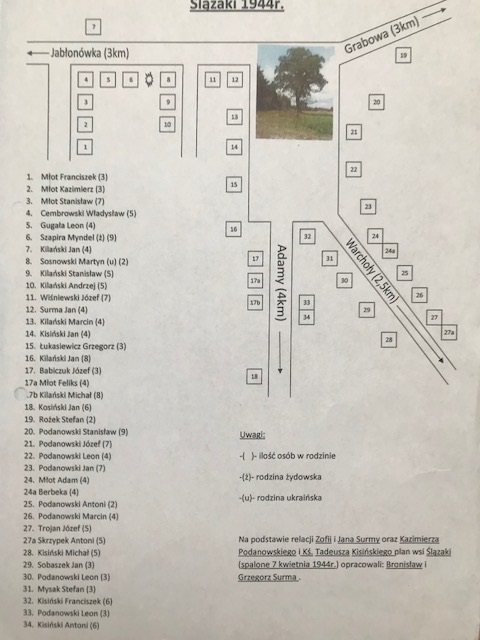
Detaillierte Karte der Ortschaft vor dem Massaker

Szlązaki (auch Ślązaki, ukrainisch Шльонзаки Schljonsaky) ist eine ehemalige polnische Ansiedlung in der westlichen Ukraine. Sie lag etwa 10 Kilometer nördlich der Stadt Busk, im Rajon Solotschiw der Oblast Lwiw.
Das Dorf bzw. der Weiler, dessen Ortsname Menschen aus Schlesien (Schlesier) bezeichnete, gehörte ursprünglich zur Woiwodschaft Bełz in der Adelsrepublik Polen-Litauen. Bei der Ersten Teilung Polens kam es 1772 zum neuen Königreich Galizien und Lodomerien des habsburgischen Kaiserreichs (ab 1804). Ab dem Jahr 1867 gehörte es der Gemeinde Grabowa (3,5 km im Nordwesten) im Bezirk Kamionka Strumiłowa. Bis zum Jahr 1918 gehörten die Römisch-Katholiken zur Pfarrei in Busko, danach zur Pfarrei in Adamy (3,5 km im Osten).
Nach dem Ende des Polnisch-Ukrainischen Kriegs 1919 kam die Gemeinde zu Polen, Woiwodschaft Tarnopol. Im Zweiten Weltkrieg gehörte der Ort zunächst zur Sowjetunion, ab 1941 zum Distrikt Galizien im Generalgouvernement. Damals gab es im Dorf 34 Häuser mit um 200 Einwohnern. Am 4. April 1944 warnte ein Ukrainer die örtlichen Polen, dass die ukrainischen Nationalisten sie töten wollen. Am gleichen Tag wurden Polen in Adamy umgebracht. Nach den polnischen Überlebenden wurde Szlązaki am 7. April von UPA verbrannt. Ukrainische Quellen behaupteten, dass das Dorf von der Wehrmacht am 19. April 1944 wegen der polnischen Banditen verbrannt wurde. Ähnlich sind die benachbarten Ortschaften wie Adamy, Warchoły (Вархоли Warcholy), Dąbrowa (Дуброва Dubrowa), Sobaszki (Собашки Sobaschky) untergegangen.